# Agria
Agria är Europas näst största djurförsäkringsbolag med verksamhet i nio länder. År 1890 grundades Skandinaviska Kreatursförsäkringsbolaget som senare kom att bli Agria Djurförsäkring. Agrias har ett stort engagemang i djurens hälsa, Agria forskningsfond och aktivt deltagande vid olika djurevenemang som tävlingar och utställningar. Därtill har bolaget en egen tjänst för digital veterinärvårdsrådgivning som ingår i försäkringarna. Agria har även nära samarbete med djurägarorganisationer, som exempelvis kennelklubbar och olika avelsföreningar. Huvudkontoret ligger i Sverige medan verksamhet bedrivs i Danmark, Norge, Finland, Frankrike, Irland, Nederländerna, Storbritannien och Tyskland. Agria är ett dottervarumärke till Länsförsäkringar och länsförsäkringsgruppens specialistbolag för djur- och grödaförsäkring.